# Žarko Galjanić
Žarko Galjanić (* 12. Oktober 1978 in Rijeka) ist ein ehemaliger kroatischer Biathlet und später Biathlontrainer.
Žarko Galjanić nahm zwischen 2001 und 2004 an internationalen Wettbewerben im Biathlon teil. Er debütierte in Hochfilzen bei einem Sprintrennen im Biathlon-Weltcup und wurde 112. Seine besten internationalen Ergebnisse erreichte der Kroate bei seinem Karrierehöhepunkt, den Olympischen Winterspielen 2002 von Salt Lake City. Bei den Wettkämpfen von Soldier Hollow erreichte er Platz 83 im Einzel und 84 im Sprint. Seine letzten Rennen im Jahr 2004 beendete er nicht mehr und war danach international nicht mehr aktiv.

## Biathlon-Weltcup-Platzierungen
Die Tabelle zeigt alle Platzierungen (je nach Austragungsjahr einschließlich Olympische Spiele und Weltmeisterschaften).
- 1.–3. Platz: Anzahl der Podiumsplatzierungen
- Top 10: Anzahl der Platzierungen unter den ersten zehn (einschließlich Podium)
- Punkteränge: Anzahl der Platzierungen innerhalb der Punkteränge (einschließlich Podium und Top 10)
- Starts: Anzahl gelaufener Rennen in der jeweiligen Disziplin

| Platzierung | Einzel | Sprint | Verfolgung | Massenstart | Staffel | Gesamt |
| ----------- | ------ | ------ | ---------- | ----------- | ------- | ------ |
| 1. Platz    |        |        |            |             |         |        |
| 2. Platz    |        |        |            |             |         |        |
| 3. Platz    |        |        |            |             |         |        |
| Top 10      |        |        |            |             |         |        |
| Punkteränge |        |        |            |             |         |        |
| Starts      | 5      | 9      |            |             |         | 14     |